# Яблонов (Словакия)
Яблонов (словац. Jablonov) — село и одноимённая община в районе Левоча Прешовского края Словакии. В письменных источниках начинает упоминаться с 1249 года.

## География
Село расположено в юго-западной части края, в пределах долины ручья Вавринцов (бассейн реки Горнад), при автодороге 3210. Абсолютная высота — 477 метров над уровнем моря. Площадь муниципалитета составляет 20,53 км².

## Население
| Год:                | 1994 | 2004     | 2014    | 2024    |
| ------------------- | ---- | -------- | ------- | ------- |
| Количество человек: | 882  | 995      | 1004    | 982     |
| Разница:            |      | +12,81 % | +0,90 % | −2,19 % |

По данным последней официальной переписи 2021 года, численность населения Яблонова составляла 987 человек.
Национальный состав населения (по данным переписи населения 2011 года):
| Национальность | Численность, человек |
| -------------- | -------------------- |
| словаки        | 726                  |
| цыгане         | 219                  |
| русины         | 2                    |
| не указана     | 33                   |

По данным переписи 2021 года, в конфессиональном составе населения преобладали католики (74 %) и греко-католики (1,6 %).